# Кельбаджарско-Лачинский автомобильный тоннель
Кельбаджарско-Лачинский тоннель (азерб. Kəlbəcər-Laçın avtomobil tuneli) — стратегически важный тоннель, расположенный на территории  Кельбаджарского района Азербайджана, к югу от дороги Агдере — Кельбаджар, на дороге Лачин — Кельбаджар. Открыт в 1960 году. Тоннель соединяет 35 сёл района с райцентром и на момент постройки являлся самым длинным автомобильным тоннелем в Азербайджане. Схожий тоннель был сооружён для прокладки русла реки Тутгун-чай, одного из притоков Тертера.

## Характеристики
Тоннель проложен сквозь известняковую породу и имеет длину около 200 м. Высота —  4,70 м, ширина — 4 м,  тоннель рассчитан на одностороннее движение, освещение отсутствовало. 2 апреля 1993 года при оккупации Кельбаджарского района тоннель был захвачен армянскими военными формированиями. Согласно заявлению глав Армении, Азербайджана и России  от 10 ноября 2020 года, Кельбаджарский район был возвращён Азербайджану 25 ноября, после вывода армянских вооружённых сил.

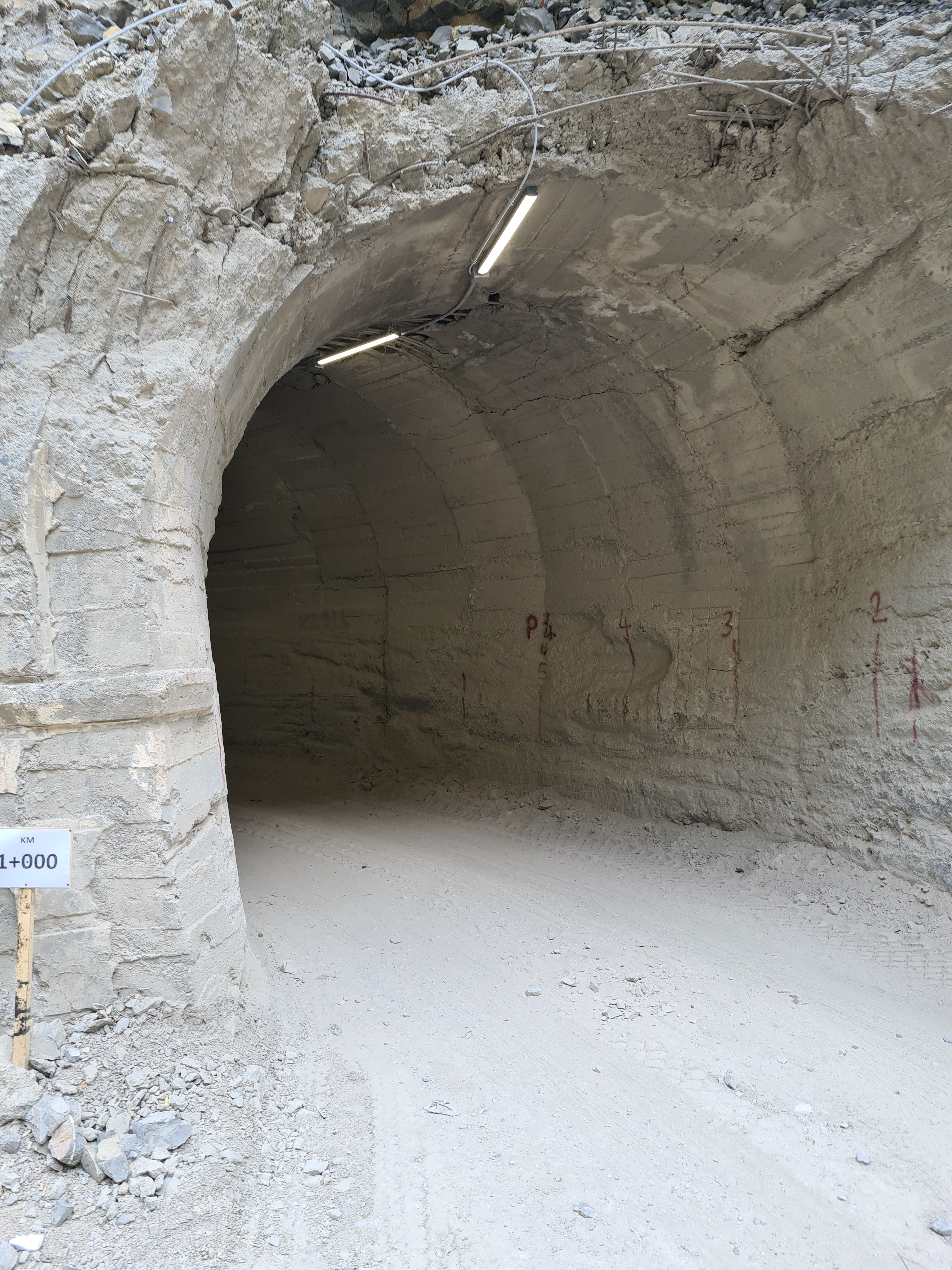
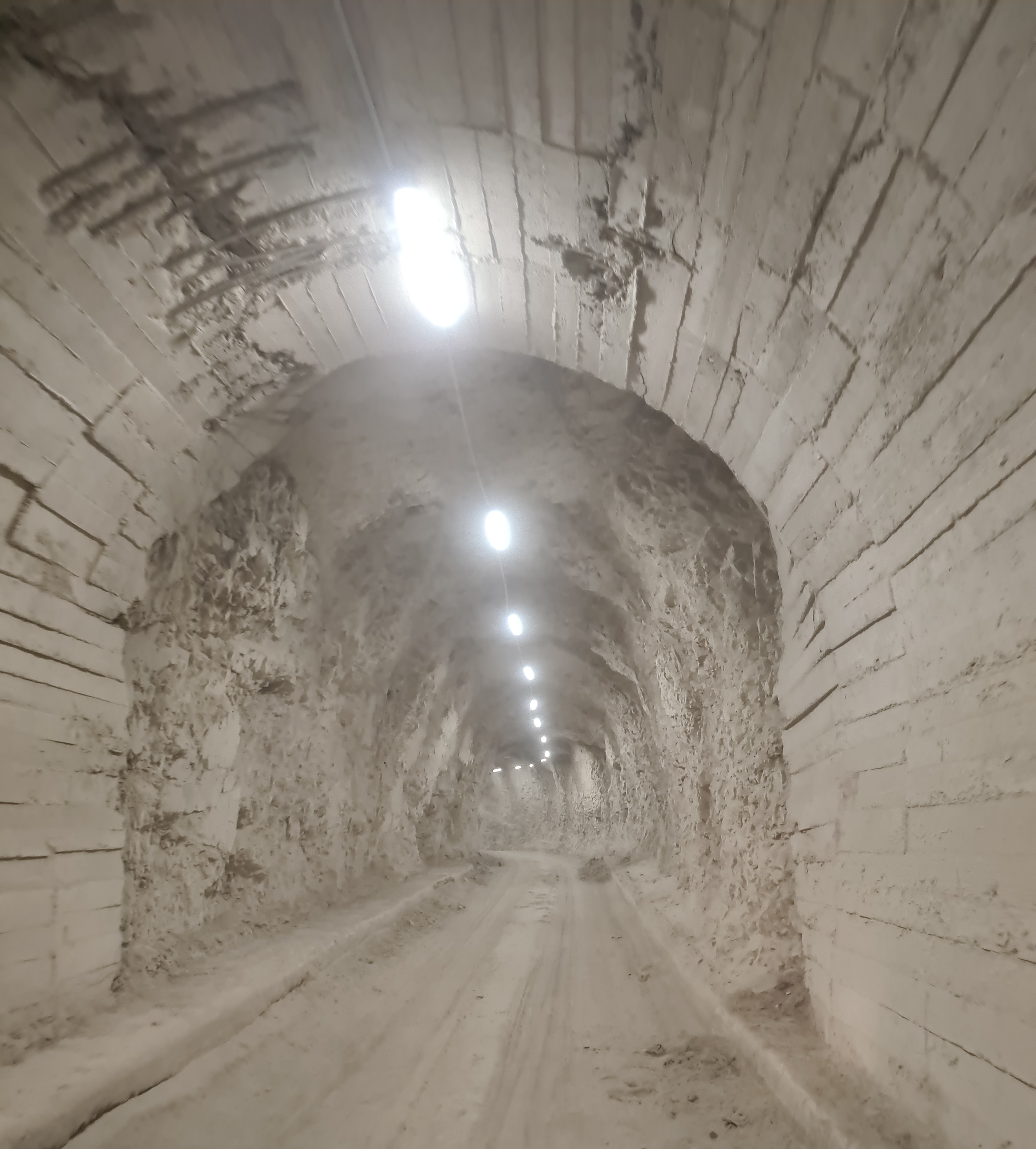
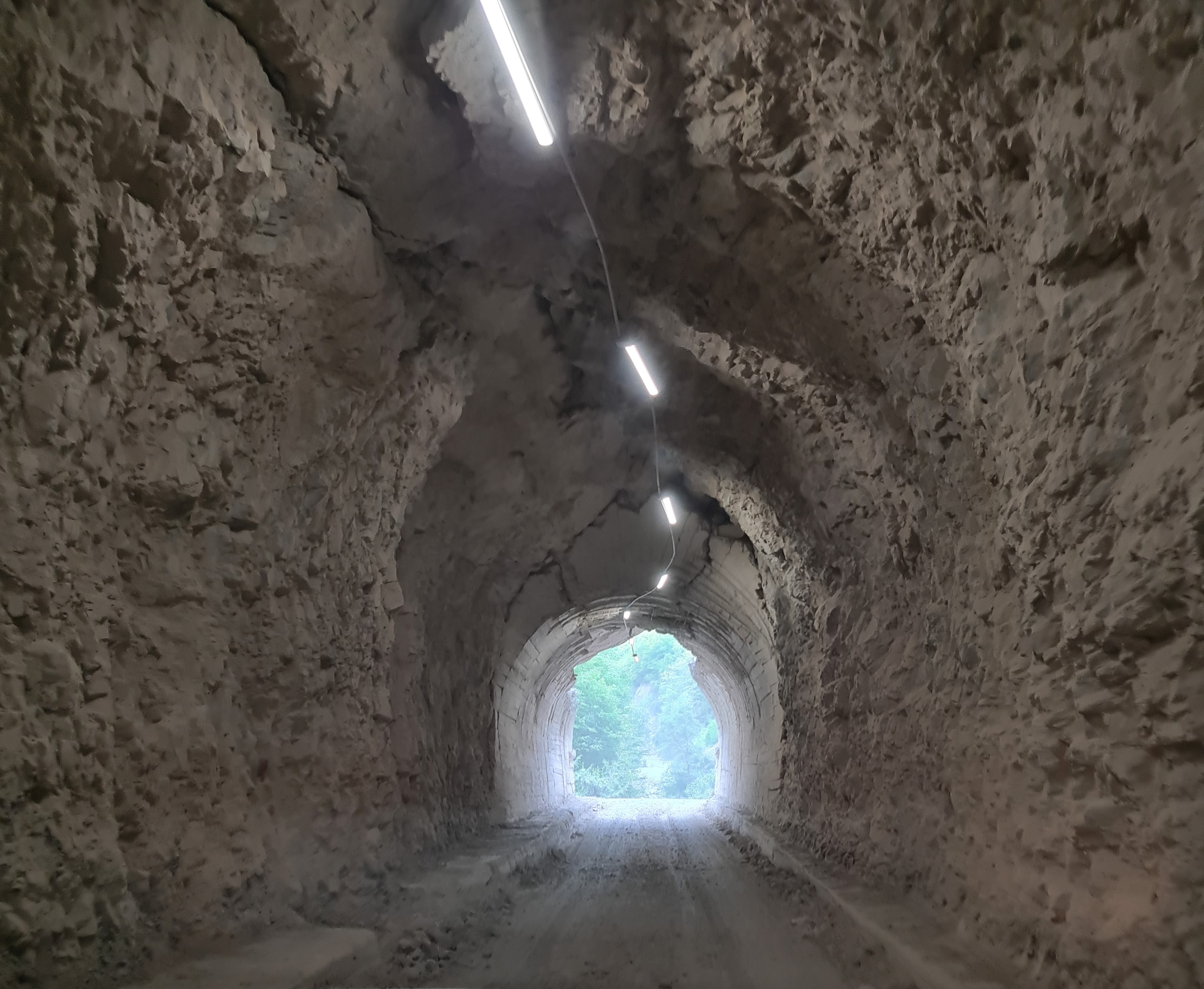
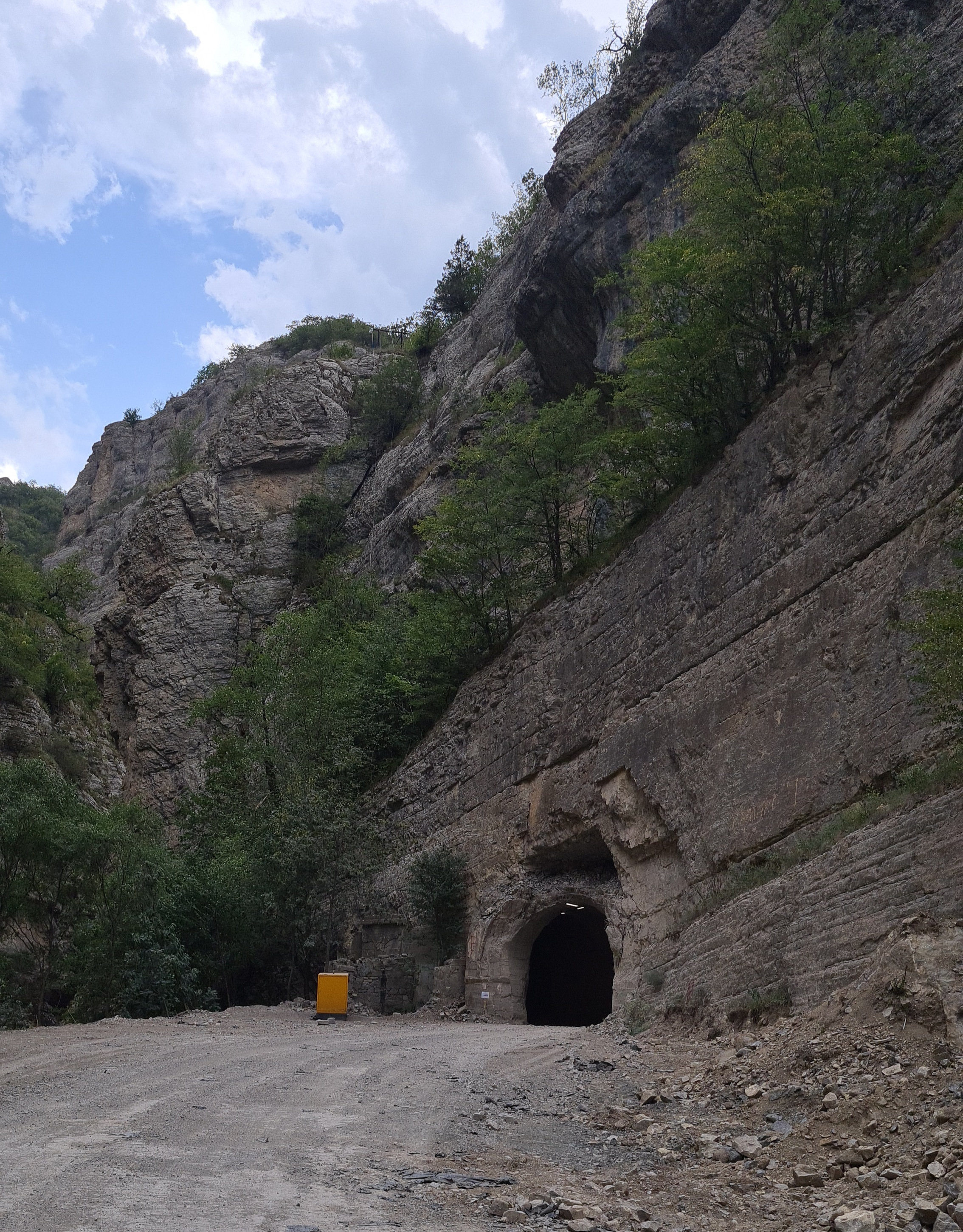